# 也門條約
《義大利-也門條約》又称《萨那条约》，是1926年9月意大利王國與葉門穆塔瓦基利亞王國簽署的條約，該條約被描述為友誼條約。當時義大利由法西斯黨統治，墨索里尼擔任政府首腦。該條約承認伊瑪目葉海亞·穆罕默德·哈米德丁為也門國王，並承認他對亞丁的主張。在意大利吞併了阿比西尼亞（今埃塞俄比亞）之後，該條約於1937年10月15日續簽。

## 背景
紅海對英國而言具有重要的戰略意義，因為它既有貿易，也有其海軍通行以到達印度等地的途徑。也門以南的亞丁殖民地和亞丁保護國是英國殖民地，它們有很大的反殖民主義叛亂的危險。
義大利在該地區擁有自己的殖民地：厄立特里亞和義屬索馬里蘭，但這兩個地區的利潤都很低。人們期望與也門的聯繫增加，將促進與殖民地的貿易往來，並使該地區進入意大利勢力範圍，也門王國著眼於吞併亞丁，葉海亞也渴望建立大也門，因此兩國簽署條約。